# 沙坝河乡
沙坝河乡，是中华人民共和国贵州省铜仁市松桃苗族自治县下辖的一个乡镇级行政单位。

## 行政区划
沙坝河乡下辖以下地区：
沙坝村、凉风坳村、天星村、泡木林村、桐木坪村、茅坪村、界牌村、王家普村、半河村和红沙村。